# Stilske vježbe
Stilske vježbe je naziv za kazališnu predstavu u kojoj nastupaju Pero Kvrgić i Lela Margitić. Premijera predstave se održala 19. siječnja 1968. u Teatru ITD te se neprekinuto izvodi od tada. Stilske vježbe su uvrštene u tiskano izdanje Guinnessove knjige rekorda kao najdugovječnija predstava na svijetu s istom glumačkom postavom.
Predstavu, u kojoj jedna naizgled banalna zgoda iz jedanaestice prepričana na više načina postaje vrhunska komedija, režirao je Tomislav Radić prema djelu francuskog književnika Raymonda Queneaua Excercices de style. Uz Radića, prijevod i adaptaciju predstave potpisuje Tonko Maroević. Na premijeri te u idućih šezdesetak predstava Kvrgićeva partnerica je bila Mia Oremović, a u siječnju 1970. njezinu je ulogu preuzela Lela Margitić.
U siječnju 2009. godine u sklopu radne proslave 41. obljetnice Stilskih vježbi Leli Margitić i Peri Kvrgiću uručena je plaketa Guinnessove knjige rekorda, u koju je ta predstava kao najdugovječnija na svijetu s istim glumačkim postavom uvrštena godinu ranije.
Peri Kvrgiću i Leli Margitić plaketu je uručio Marko Torjanac, umjetnički ravnatelj Kazališta Planet Art, u okviru kojeg se predstava sada izvodi, izvijestivši da su "Stilske vježbe" uvrštene i u tiskano izdanje Guinnessove knjige, u koje ulazi manji dio sakupljenih svjetskih rekorda.
Predstava "Stilske vježbe" konstanta su u hrvatskom glumištu koja pokazuje da je kazalište uvijek zanimljivo, uzbudljivo i potrebno, a ona je i svjedok jednog od najboljih razdoblja hrvatskog kazališta i njegove kazališne tradicije, istaknuo je Torjanac.
30. travnja 2018. godine svečanom izvedbom obilježena je 50. godišnjica predstave.  U povodu 50. obljetnice izvođenja predstave glumcima Peri Kvrgiću i Leli Margitić, prevoditelju Tonku Maroeviću, te postumno redatelju Tomislavu Radiću, predsjednica Kolinda Grabar-Kitarović uručila je Povelju za osobiti doprinos u promicanju kulturnog razvitka Republike Hrvatske.